# Monknewtown
Monknewtown (en irlandais, Baile Nua na Manach, new town of the monks, nouvelle ville des moines) autrefois appelée Rathenskin, est un townland à 3 km à l'est de Slane dans le comté de Meath, en Irlande. 

La localité s'étire sur la rive droite de la Mattock River, qui actionne plusieurs moulins anciens et qui délimite les frontières ouest avec les townlands de Keerhan et Sheepgrange du comté de Louth. 

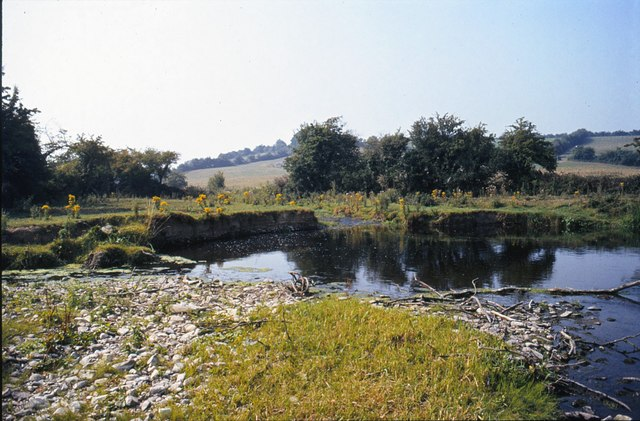
Gué sur la Mattock River.

Les townlands de Balfeddock, Knowth, et Crewbane sont à la limite sud, tandis qu'à l'ouest se trouvent ceux de Cashel, Mooretown, et Knockmooney. La frontière nord de Monknewtown avec Kellystown est formée par un affluent de la Mattock River, alors que la limite sud est constituée par route N51. À part cela, des routes mineures traversent le territoire, dont la L5606, d'ouest en est.
Un gué permet de traverser la Mattock River au nord-est, permettant de relier le townland de Monknewtown avec celui de Keerhan.
Monknewtown se trouve également au nord du complexe de monuments néolithiques et du site du patrimoine mondial de « Brú na Bóinne » qui comprend le célèbre site de Newgrange.
Deux sites néolithiques liés à Monknewtown sont « l'étang rituel » ( "ritual pond" ) et un henge à proximité.
L'étang date probablement du néolithique tardif, étant un ajout ultérieur au complexe, et se compose d'une levée de terre de 2 mètres de haut qui crée une enceinte circulaire de 30 mètres de diamètre, remplie d'eau.
Le site peut avoir joué un rôle préliminaire ou final dans les activités préhistoriques liées aux tombes et autres sites rituels au sud.